# I limni ton póthon
I limni ton póthon (Η λίμνη των πόθων, La llacuna del desitjos) és una pel·lícula dramàtica neorealista grega dirigida per Giorgos Zervos el 1958. La pel·lícula fou seleccionada per representar Grècia a l'Oscar a la millor pel·lícula de parla no anglesa als Premis Oscar de 1957, però la seva nominació no va ser acceptada.
Fou seleccionada per ser exhibida fora de concurs al Festival Internacional de Cinema de Sant Sebastià 1958. També va obtenir el segon premi al festival de Cork. Va tenir un cert ressò a Grècia amb uns 110.194 espectadors. També fou nominada a la millor pel·lícula al Festival Internacional de Cinema de Mar del Plata.

## Argument
Un miserable pescador de la llacuna de Mesolongi s'enfronta a un gran propietari que intenta controlar tota la pesca. Oblida el seu amor per una noia del seu poble i prefereix una atenesa.

## Repartiment
- Tzeni Karezi - Miranda Kalibouka
- Giorgos Fountas - Christos Razis
- Eleni Zafeiriou - Sra. Razi
- Koula Agagiotou
- Christoforos Nezer - Asimakis
- Nikos Fermas
- Sonia Zoidou - Asimoula